# ФК Жувентуде
Фудбалски клуб Жувентуде (порт. Esporte Clube Juventude) је бразилски фудбалски клуб из Кашијас до Сула, Рио Гранди ду Сул. Клуб се неколико сезона такмичио у Серији А Бразила, освојио Куп Бразила и Серију Б и учествовао у Копа либертадорес.
Највећи ривал Жувентудеа је Кашас.